# Taça de Portugal 1965-1966
La Taça de Portugal 1965-1966 fu la 26ª edizione della Coppa di Portogallo. Lo Sporting Braga si laureò per la prima volta campione vincendo 1-0 la finale del 22 maggio 1966 contro il Vitória Setúbal.

## Squadre partecipanti e formula
In questa edizione erano presenti tutte le squadre di Primeira Divisão, di Segunda Divisão e i campioni delle Azzorre, di Madera e di Capo Verde i quali andarono direttamente al terzo turno. In questa edizione i primi due turni si giocarono in gara unica.

### Primeira Divisão

#### 14 squadre
| - Académica - Barreirense - Beira-Mar - Belenenses - Benfica | - Braga - CUF Barreiro - Leixões - Lusitano - Porto | - Sporting Lisbona - Varzim - Vitória Guimarães - Vitória Setúbal |

### Segunda Divisão

#### 28 squadre
| - Alhandra - Almada - Atlético CP - Boavista - Casa Pia - Cova da Piedade - Covilhã | - Desportivo Beja - Espinho - Famalicão - Leça - Leões Santarém - Luso - Marinhense | - Olhanense - Oliveirense - Oriental Lisbona - Ovarense - Penafiel - Peniche - Portimonense | - Salgueiros - Sanjoanense - Seixal - Sintrense - Torreense - União de Lamas - União de Tomar |

### Altre partecipanti
- Marítimo (campione di Madera)
- Lusitânia (campione delle Azzorre)
- Mindelense (campione di Capo Verde)

## Primo turno
|                   | Risultato |                  |
| ----------------- | --------- | ---------------- |
| Varzim            | 0 - 1     | Porto            |
| Vitória Guimarães | 4 - 1     | Salgueiros       |
| União de Lamas    | 4 - 1     | Desportivo Beja  |
| Espinho           | 0 - 1     | Portimonense     |
| Covilhã           | 3 - 0     | Almada           |
| Braga             | 5 - 2     | Ovarense         |
| Seixal            | 2 - 1     | Sintrense        |
| Sanjoanense       | 3 - 0     | Leões Santarém   |
| Peniche           | 0 - 0     | Olhanense        |
| Oriental Lisbona  | 4 - 2     | Luso             |
| Leixões           | 4 - 1     | Penafiel         |
| Leça              | 0 - 1     | Sporting Lisbona |
| Barreirense       | 2 - 1     | Casa Pia         |
| Famalicão         | 0 - 3     | Vitória Setúbal  |
| Cova da Piedade   | 4 - 1     | Académica        |
| Boavista          | 0 - 1     | CUF Barreiro     |
| Benfica           | 2 - 0     | Oliveirense      |
| Belenenses        | 5 - 2     | União de Tomar   |
| Beira-Mar         | 1 - 0     | Marinhense       |
| Atlético CP       | 6 - 1     | Torreense        |
| Alhandra          | 1 - 0     | Lusitano         |

## Secondo turno
- Cova da Piedade

|                   | Risultato |                  |
| ----------------- | --------- | ---------------- |
| Sanjoanense       | 0 - 0     | Porto            |
| Vitória Guimarães | 1 - 3     | Sporting Lisbona |
| União de Lamas    | 0 - 3     | Vitória Setúbal  |
| Braga             | 3 - 2     | Atlético CP      |
| Portimonense      | 1 - 1     | Seixal           |
| Oriental Lisbona  | 1 - 3     | CUF Barreiro     |
| Barreirense       | 2 - 0     | Covilhã          |
| Belenenses        | 1 - 2     | Leixões          |
| Beira-Mar         | 1 - 0     | Olhanense        |
| Alhandra          | 1 - 4     | Benfica          |

## Terzo turno
- Beira-Mar
- Vitória Setúbal

|                  | Risultato |              | Andata | Ritorno |  |
| ---------------- | --------- | ------------ | ------ | ------- |  |
| Sporting Lisbona | 2 - 1     | CUF Barreiro | 1 - 0  | 1 - 1   |  |
| Portimonense     | 3 - 7     | Benfica      | 2 - 2  | 1 - 5   |  |
| Mindelense       | 2 - 11    | Marítimo     | 2 - 4  | 0 - 7   |  |
| Lusitânia        | 2 - 6     | Braga        | 0 - 3  | 2 - 3   |  |
| Barreirense      | 2 - 3     | Leixões      | 1 - 1  | 1 - 2   |  |
| Cova da Piedade  | 1 - 3     | Porto        | 1 - 2  | 0 - 1   |  |

## Quarti di finale
|                  | Risultato |          | Andata | Ritorno | Spareggio   |  |
| ---------------- | --------- | -------- | ------ | ------- | ----------- |  |
| Vitória Setúbal  | 6 - 1     | Marítimo | 3 - 0  | 3 - 1   |             |  |
| Sporting Lisbona | 1 - 1     | Porto    | 1 - 0  | 0 - 1   | 2 - 0       |  |
| Braga            | 5 - 4     | Benfica  | 4 - 1  | 1 - 3   |             |  |
| Beira-Mar        | 2 - 2     | Leixões  | 1 - 1  | 1 - 1   | 2 - 2/2 - 1 |  |

## Semifinali
|           | Risultato |                  | Andata | Ritorno | Spareggio |  |
| --------- | --------- | ---------------- | ------ | ------- | --------- |  |
| Beira-Mar | 0 - 6     | Vitória Setúbal  | 0 - 3  | 0 - 3   |           |  |
| Braga     | 2 - 2     | Sporting Lisbona | 1 - 1  | 1 - 1   | 1 - 0     |  |

## Finale
| Arbitro: | Júlio Braga Barros (Leiria) |

|               |           |  |
| Perrichon 77’ | Marcatori |  |

| Braga | Vitória Setúbal |

### Formazioni
| Braga       |    |                   |
|             |    |                   |
| POR         | 1  | Armando Silva     |
| DIF         |    | Joaquim Coimbra   |
| DIF         |    | Mário dos Santos  |
| DIF         |    | José Azevedo      |
| CEN         |    | Bino              |
| CEN         |    | Juvenal Costa     |
| CEN         |    | Carlos Canário () |
| CEN         |    | Luciano Marques   |
| ATT         |    | Adão              |
| ATT         |    | Estêvão Mansidão  |
| ATT         | 10 | Miguel Perrichon  |
| Sostituiti: |    |                   |
| Allenatore: |    |                   |
| Rui Sim-Sim |    |                   |

| Vitória Setúbal |   |                     |
|                 |   |                     |
| POR             | 1 | José Mourinho Félix |
| DIF             | 4 | Carlos Torpes ()    |
| DIF             |   | Joaquim Conceição   |
| CEN             |   | Jaime Graça         |
| CEN             |   | Armando Bonjour     |
| CEN             |   | Carriço             |
| CEN             |   | Manuel Leiria       |
| CEN             |   | Augusto Martins     |
| ATT             |   | Carlos Manuel       |
| ATT             |   | Quim                |
| ATT             |   | José Maria          |
| Sostituiti:     |   |                     |
| Allenatore:     |   |                     |
| Fernando Vaz    |   |                     |